# Гипотезы о смерти Николая Гоголя
Существует несколько гипотез  смерти Николая Васильевича Гоголя.
Согласно общепринятой версии, Н. В. Гоголь 18 февраля 1852 года слёг в постель и совсем перестал есть. 
20 февраля врачебный консилиум решается на принудительное лечение Гоголя, результатом которого явилось окончательное истощение и утрата сил, вечером он впал в беспамятство, а на утро 21 февраля в четверг скончался.

## Гипотезы о болезни
Известный отечественный клиницист и психиатр В. Ф. Чиж (1855—1922) поместил в журнале «Вопросы философии и психологии» (1903—1904 гг.) пространную статью «Болезнь Н. В. Гоголя», где изложил понимание спорных фактов биографии писателя с точки зрения современной ему психиатрии. Согласно Чижу, предпосылки психического заболевания Гоголя проявлялись ещё в ранней юности, а в окончательном виде болезнь обнаружилась за десять лет до его кончины.

«В 1841 г. у Гоголя окончательно сформировались бредовые идеи величия, зачатки которых были уже в юности и которые в течение всей жизни постепенно кристаллизовались и уяснялись, пока, наконец, под влиянием обострения болезни в 1840 г. не достигли полноты и законченности».
Фактором психического расстройства В. Чиж объясняет религиозную экзальтацию, написание книги «Выбранные места из переписки с друзьями», угасание литературного таланта и другие явления. 
Прямолинейный подход В. Ф. Чижа, присущий исследователям начала двадцатого века,  оспаривают доктор философских наук, профессор В. М. Розин, доктор культурологии А. П. Давыдов и многие другие учёные.

## Гипотезы о смерти

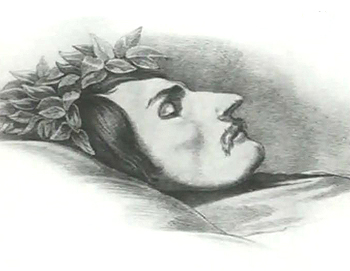
«Гоголь на смертном одре», рисунок В. А. Рачинского, 22 февраля 1852 года

По одной из версий, Гоголь заснул летаргическим сном, так как после эксгумации его останков некоторые очевидцы полагали, что скелет писателя принял в гробу неестественное положение. Версию о летаргическом сне опровергают воспоминания скульптора Николая Рамазанова, делавшего посмертную маску Гоголя.
По другой версии, смерть Гоголя связана с покаянным отвержением им всего плотского (торжество духа над плотью), вследствие чего тот, по словам историка А. В. Карташёва, «уморил себя голодом в подвиге спиритуализма».
Существует точка зрения, что писатель умер от истощения из-за чрезмерного аскетизма, вызванного психической болезнью. Профессор психиатрии Д. Е. Мелехов считает, что писатель был подвержен маниакально-депрессивному психозу или приступообразной шизофрении, которая выразилась в нездоровой форме религиозности. По мнению Мелехова, писатель умер, потому что заболевание ещё не было описано, и врачи не знали, как его лечить, а духовник писателя ошибочно принял приступы болезни за духовные переживания.
Гоголевед В. А. Воропаев опровергает эту точку зрения, утверждая, что учёный неверно интерпретировал неточно приведённые высказывания писателя и очевидцев. По мнению Воропаева, религиозные переживания Гоголя были здоровыми и не имели отношения к его смерти. В частности, критикуя мнение Мелехова, Воропаев утверждает:

Мы видим, как учёный-психиатp, основываясь на сведениях из третьих pук, повторяет pасхожее мнение, будто бы Гоголь уморил себя голодом. Между тем доктор Алексей Терентьевич Тарасенков, наблюдавший Гоголя во время его предсмертной болезни, свидетельствует (и другие мемуаристы это подтверждают), что Гоголь перестал принимать пищу и слёг в постель только за три дня до кончины, а настоящий бред и внезапное падение сил появились лишь в последние часы.

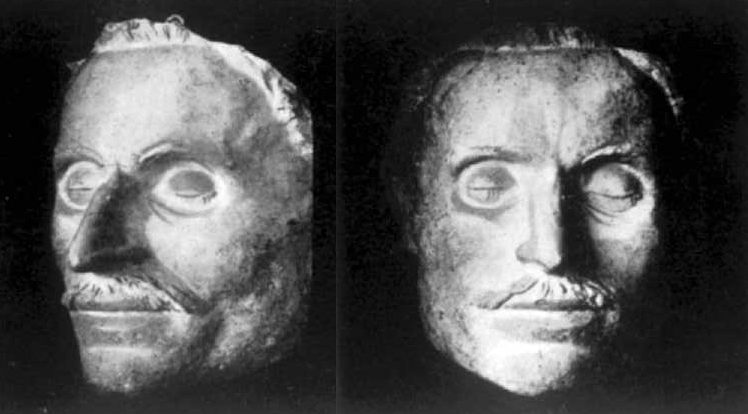
Посмертная маска Гоголя, снятая скульптором Н. Рамазановым.

Существует ещё одна версия смерти Гоголя, выдвинутая Константином Смирновым, которая также отвергается В. А. Воропаевым. Она состоит в том, что в результате ошибочного лечения тремя врачами, не знавшими о предыдущих назначениях, писателю троекратно назначалась каломель — ртутьсодержащий препарат, которым лечили желудочные расстройства. В результате передозировки и замедления выведения из ослабленного организма этого препарата могла произойти общая интоксикация по типу отравления ртутным ядом сулемой.
Сам Воропаев не придерживается какой-либо конкретной версии смерти Гоголя, но считает её вполне закономерным итогом духовной эволюции писателя («кончина, наполненная духовным смыслом»).
Существуют и иные точки зрения по этому вопросу.